# 25 أغسطس
- السبت
- الأحد
- الاثنين
- الثلاثاء
- الأربعاء
- الخميس
- الجمعة

- 261 صفر 1447  هـ
- 272 صفر 1447  هـ
- 283 صفر 1447  هـ
- 294 صفر 1447  هـ
- 305 صفر 1447  هـ
- 316 صفر 1447  هـ
- 17 صفر 1447  هـ
- 28 صفر 1447  هـ
- 39 صفر 1447  هـ
- 410 صفر 1447  هـ
- 511 صفر 1447  هـ
- 612 صفر 1447  هـ
- 713 صفر 1447  هـ
- 814 صفر 1447  هـ
- 915 صفر 1447  هـ
- 1016 صفر 1447  هـ
- 1117 صفر 1447  هـ
- 1218 صفر 1447  هـ
- 1319 صفر 1447  هـ
- 1420 صفر 1447  هـ
- 1521 صفر 1447  هـ
- 1622 صفر 1447  هـ
- 1723 صفر 1447  هـ
- 1824 صفر 1447  هـ
- 1925 صفر 1447  هـ
- 2026 صفر 1447  هـ
- 2127 صفر 1447  هـ
- 2228 صفر 1447  هـ
- 2329 صفر 1447  هـ
- 241 ربيع الأول 1447  هـ
- 252 ربيع الأول 1447  هـ
- 263 ربيع الأول 1447  هـ
- 274 ربيع الأول 1447  هـ
- 285 ربيع الأول 1447  هـ
- 296 ربيع الأول 1447  هـ
- 307 ربيع الأول 1447  هـ
- 318 ربيع الأول 1447  هـ
- 19 ربيع الأول 1447  هـ
- 210 ربيع الأول 1447  هـ
- 311 ربيع الأول 1447  هـ
- 412 ربيع الأول 1447  هـ
- 513 ربيع الأول 1447  هـ

25 أغسطس أو 25 آب أو يوم 25 \ 8 (اليوم الخامس والعشرون من الشهر الثامن) هو اليوم السابع والثلاثون بعد المئتين (237) من السنوات البسيطة، أو اليوم الثامن والثلاثون بعد المئتين (238) من السنوات الكبيسة وفقًا للتقويم الميلادي الغربي (الغريغوري). يبقى بعده 128 يوما لانتهاء السنة.

## أحداث
- 1248 - خروج حملة فرنسية بقيادة الملك لويس التاسع من فرنسا باتجاه الشرق، وهي الحملة التي عرفت بالحملة الصليبية السابعة والتي كان هدفها استعادة بيت المقدس من المسلمين.
- 1768 - المستكشف الإنجليزي جيمس كوك يقوم بأول رحلة بحرية له.
- 1814 - الجيش البريطاني يحرق العاصمة الأمريكية واشنطن بما فيها مقر الرئاسة البيت الأبيض بعد احتلالهم لها.
- 1825 - استقلال الأوروغواي عن البرازيل.
- 1830 - بداية الثورة البلجيكية.
- 1933 - توقيع «اتفاقية هعفراه» بين الوكالة اليهودية وألمانيا النازية والقاضية بتسهيل تهجير اليهود إلى فلسطين بشرط أن يتنازلوا عن ممتلكاتهم لألمانيا.
- 1941 - القوات البريطانية والسوفيتية تدخلان إلى إيران وتقيمان نظامًا يتعاون معهما وذلك للحيلولة دون وصول جيوش النازيين إليها.
- 1944 - تحرير باريس من النازية وبداية إسدال الستار على الحرب العالمية الثانية.
- 1959 - إعدام الضابط النقيب الركن نافع داود بعد ثورة الشواف في الموصل.
- 1983 - تفجير مقر قيادة الوحدات العسكرية الفرنسية في لبنان مما أدى إلى مقتل عدد من الأشخاص.
- 1991 -
  - بيلاروسيا تعلن استقلالها عن الاتحاد السوفيتي.
  - لينوس تورفالدس يعلن عن نيته لإنتاج نظام تشغيل برمجيات حرة، وكان يقصد بها نظام لينكس.
  - القوات اليوغسلافية مع العصابات الكرواتية تعلن الحرب على كرواتيا وتبدء بالهجوم على مدينة فوكوفار في معركة فوكوفار.
- 2014 - مسلسل اختلال ضال يفوز بخمس جوائز إيمي في حفل توزيع جوائز الإيمي برايم تايم السادس والستين.
- 2017 - مقتل 28 شخصًا على الأقل في اندلاع أعمال شغب في ولاية هاريانا بِالهند، بعد إدانة الزعيم السيخي «غورميت رام رحيم سينغ» بِتُهمة الاغتصاب.
- 2020 - اللجنة الإقليمية الأفريقية للإشهاد، التابعة لِمُنظَّمة الصحة العالميَّة، تُعلن اكتمال استئصال شلل الأطفال في أفريقيا.
- 2022 - إعلان حالة الطوارئ في باكستان بعد وفاة قرابة 1200 وإصابة أكثر من 1700 آخرين، وتضرر مئات الآلاف من المنازل وقطع العديد من الطرق جراء الفيضانات الشديدة التي اجتاحت البلاد.

## مواليد
- 1530 - القيصر إيفان الرابع، قيصر روسيا القيصرية.
- 1719 - شارل إيميديه فيليب فان لو، رسام فرنسي.
- 1841 - تيودور كوخر، طبيب سويسري حاصل على جائزة نوبل في الطب عام 1909.
- 1850 - شارل ريشه، طبيب فرنسي حاصل على جائزة نوبل في الطب عام 1913.
- 1900 - هانس كريبس، طبيب وعالم كيمياء حيوية بريطاني حاصل على جائزة نوبل في الطب عام 1953.
- 1902 - أبو الحسن الصدر، عالم مسلم وشاعر عراقي.
- 1912 - إريش هونيكر، رئيس الجمهورية الألمانية الديمقراطية.
- 1916 - فردريك روبنز، طبيب أمريكي حاصل على جائزة نوبل في الطب عام 1954.
- 1930 - شون كونري، ممثل اسكتلندي.
- 1932 - محمود دياب، كاتب مصري.
- 1933 -
  - توم سكيريت، ممثل أمريكي.
  - وليم الخازن، كاتب قصصي وأكاديمي وناقد أدبي لبناني.
- 1941 -
  - أنجلو دومنغيني، لاعب كرة قدم إيطالي.
  - علي أشرف درويشيان، روائي وكاتب قصة قصيرة إيراني.
- 1945 - نبيل خالد، كاتب مصري.
- 1949 -
  - مدحت السباعي، مخرج مصري.
  - مارتن أميس، روائي بريطاني.
- 1956 - توفيق عبد الحميد، ممثل مصري.
- 1958 - تيم برتون، مخرج وكاتب ومنتج أمريكي.
- 1961 - بيلي ري سايرس، مغني أمريكي.
- 1963 - يوشيهيرو إيكي، ملحن ياباني.
- 1969 - مروان عبود، سياسي وأستاذ محاضر وقاضي لبناني.
- 1979 -
  - حسين الجسمي، مغني إماراتي.
  - مارلون هاريوود، لاعب كرة قدم إنجليزي.
- 1981 - رايتشل بيلسن، ممثلة أمريكية.
- 1987 - بليك ليفلي، ممثلة أمريكية.
- 1994 - جوش فليتر، ممثل أمريكي.
- 1998 - أبراهام ماثيو، مغني إسباني.

## وفيات
- 79 - بلينيوس الأكبر، كاتب ومؤلف روماني.
- 1270 - الملك لويس التاسع، ملك فرنسا.
- 1482 - الملكة مارجريت، زوجة هنري السادس ملك إنجلترا.
- 1819 - جيمس واط، عالم اسكتلندي.
- 1822 - ويليام هيرشل، عالم فلك اكتشف كوكب أورانوس.
- 1823 - جعفر أبو المكارم، فقيه وشاعر سعودي.
- 1867 - مايكل فاراداي، عالم إنجليزي.
- 1900 - فريدرخ نيتشه، فيلسوف ألماني.
- 1908 - هنري بيكريل، عالم فيزياء فرنسي حاصل على جائزة نوبل في الفيزياء عام 1903.
- 1942 - جورج دوق كينت، الابن الرابع لملك جورج الخامس والملكة ماري تك.
- 1953 - منصور عبد الصمد، سياسي لبناني، قائمقام ومتصرّف عثماني و نائب في دولة جبل الدروز.
- 1959 - نافع داود، عسكري عراقي.
- 1960 - علي ماهر باشا، سياسي مصري شغل منصب رئيس وزراء مصر 4 مرات.
- 1967 - بول ميوني، ممثل أمريكي.
- 1969 - هاري هاموند هيس، جيولوجي أمريكي يٌعتبر أحد مؤسسي نظرية الصفائح التكتونية.
- 1973 -
  - محمود تيمور، أديب مصري.
  - عبد الهادي الجواهري، كاتب وصحفي وشاعر عراقي.
- 1976 - إيفند يونسون، أديب سويدي حاصل على جائزة نوبل في الأدب عام 1974.
- 1985 - عدنان علي خالد، كاتب وشاعر فلسطيني - أردني.
- 2001 - آليا، مغنية أمريكية.
- 2006 - جون بلانكينستاين، حكم كرة قدم هولندي.
- 2008 - رندة الشهال، مخرجة سينمائية لبنانية.
- 2009 - إدوارد كنيدي، سياسي أمريكي.
- 2011 - يوجين نايدا، مترجم ولغوي أمريكي.
- 2012 -
  - صبحي الرفاعي، ممثل سوري.
  - نيل آرمسترونغ، رائد فضاء أمريكي وأول من مشي على سطح القمر.
- 2018 - جون ماكين، عضو مجلس شيوخ ومُرشَّح في الانتخابات الرئاسيَّة سنة 2008.

## أعياد ومناسبات
- اليوم الوطني في الأوروغواي.

## وصلات خارجية
- وكالة الأنباء القطريَّة: حدث في مثل هذا اليوم.
- النيويورك تايمز: حدث في مثل هذا اليوم.
- BBC: حدث في مثل هذا اليوم.